# Gabriel del Orbe
Gabriel del Orbe Castellanos (* 18. März 1888 in Moca; † 5. Mai 1966 in La Vega) war ein dominikanischer Geiger und Komponist.
Del Orbe wurde ab dem dritten Lebensjahr von seinem Vater unterrichtet und trat erstmals 1896 öffentlich im Centro de Recreo von Santiago de los Caballeros auf. Im Folgejahr debütierte er international mit Auftritten in Caracas, im Teatro Nacional von Havanna, im Gouverneurspalast von San Juan und in Puerto Príncipe. Von 1908 bis 1909 studierte er bei Arno Hilf am Leipziger Konservatorium. Er setzte seine Ausbildung in Berlin fort und besuchte die Violinklasse von Henri Marteau.
Als Violinvirtuose bereiste del Orba u. a. Mexiko, Venezuela, Kuba, Haiti und Frankreich. Er trat in der New Yorker Carnegie Hall (1915) und im Berliner Blüthner-Saal (unter Leitung von Edmund von Strauß) auf. Außerdem komponierte er Stücke für Violine solo, für Violine und Klavier und für Klavier solo sowie Lieder nach Texten von Fabio Fiallo und Ramón Emilio Jiménez. In seiner Geburtsstadt wurde die Kunstschule nach ihm benannt, und 2001 gründete der Geiger Pavle Vujčić mit Militza Iankova, Zvezdana de Tabar und Pablo Polanco ein nach ihm benanntes Streichquartett.